# Arnold Enlow
Arnold „Buddy“ Enlow (* 22. August 1933; † 25. Februar 1988 in Philadelphia) war ein US-amerikanischer Jazzmusiker (Schlagzeug).

## Leben und Wirken
Enlow arbeitete ab den 1950er-Jahren als Begleitmusiker der Vokalisten Nina Simone, Dinah Washington und Billy Eckstine. 1960 war er Mitglied im Kenny-Dorham-Quintett, mit Charles Davis am Baritonsaxophon, Steve Kuhn (Piano), Jimmy Garrison bzw. Butch Warren am Bass, zu hören auf dem Album Jazz Contrasts. 1961 spielte er bei James Moody (Cookin’ the Blues). Enlows Schlagzeugspiel war an Art Taylor orientiert. Der Down Beat bezeichnete sein Spiel als „irgendwie holprig“ (somewhat choppy).